# Gleby mineralne bezwęglanowe słabo wykształcone
Gleby mineralne bezwęglanowe słabo wykształcone – gleby bezwęglanowe w początkowej fazie rozwoju, na których budowę i właściwości dominujący wpływ ma skała macierzysta. 
Jest to jeden z dwóch rzędów gleb w obrębie działu gleb litogenicznych - jednostek systematycznych w IV wydaniu systematyki gleb Polski z 1989 r., które obowiązywało do 2011 r. Rzędy obejmują gleby podobne pod względem ekologicznym i kierunku rozwoju, lecz mogących się różnić pod względem morfologii (wyglądu profilu glebowego).
Dział I Gleby litogeniczne:
- Rząd IA. Gleby mineralne bezwęglanowe słabo wykształcone
  - Typ IA1. Gleby inicjalne skaliste (litosole)
  - Typ IA2. Gleby inicjalne luźne (regosole)
  - Typ IA3. Gleby inicjalne ilaste (pelosole)
  - Typ IA4. Gleby bezwęglanowe słabo wykształcone ze skał masywnych (rankery)
  - Typ IA5. Gleby słabo wykształcone ze skał luźnych (arenosole)

Gleby mineralne bezwęglanowe słabo wykształcone zazwyczaj mają budowę profilu (A)C-C lub A-C, gdzie A jest to poziom próchniczny, C jest to skała macierzysta. W rozdrabnianiu materiału dominuje wietrzenie fizyczne. Materia organiczna jest zazwyczaj słabo związana z mineralnymi składnikami gleby. Gleby te nie powstały ze skał węglanowych.